# ويليام تي نيلسون
ويليام تي نيلسون (بالإنجليزية: William T. Nelson)‏ هو ضابط أمريكي، ولد في 15 أكتوبر 1908، وتوفي في 1994.